# Zach Muscat
Zach Muscat (St. Julian's, 22 agosto 1993) è un calciatore maltese, difensore del Chaves e della nazionale maltese.

## Caratteristiche tecniche
È un difensore centrale. Può essere impiegato da terzino destro.

## Carriera

### Club
Inizia a giocare a calcio nelle giovanili del St. Andrews. Nel 2004 viene ingaggiato dal Pietà Hotspurs, che nel 2010 lo aggrega alla prima squadra. Il 7 agosto 2012 viene tesserato dal Birkirkara, con cui a fine stagione vince il campionato. Il 16 luglio 2013 esordisce nelle competizioni europee in Birkirkara-Maribor (0-0), incontro preliminare valido per l'accesso alla fase a gironi di UEFA Champions League.
Il 5 gennaio 2016 si trasferisce in Italia, firmando un accordo semestrale con l'Akragas, in Lega Pro. Il 15 giugno seguente, in scadenza di contratto, firma un biennale con l'Arezzo. Il 28 giugno 2018 firma un biennale con la Pistoiese, in Serie C. Il 31 gennaio 2019 passa in prestito all'Olhanense, nella terza serie portoghese.
Ad agosto rescinde l'accordo con la Pistoiese, trasferendosi a parametro zero all'Olhanense. Il 5 settembre 2020 viene tesserato dal Casa Pia, nella seconda divisione portoghese. Nel 2022 la squadra termina la stagione al secondo posto in classifica alle spalle del Rio Ave, conquistando la promozione in Primeira Liga dopo 83 anni di assenza.
Il 20 agosto 2022 firma un contratto annuale con il Farense.

### Nazionale
Dopo aver giocato alcuni incontri con le selezioni giovanili, esordisce in nazionale il 4 settembre 2014 contro la Slovacchia in amichevole, subentrando nella ripresa al posto di Andrei Agius. Mette a segno la sua prima rete in nazionale il 6 giugno 2017 contro l'Ucraina (0-1 il finale).

## Statistiche

### Presenze e reti nei club
Statistiche aggiornate al 30 dicembre 2023.
| Stagione          | Squadra           | Campionato        | Campionato | Campionato | Coppe nazionali | Coppe nazionali | Coppe nazionali | Coppe continentali | Coppe continentali | Coppe continentali | Altre coppe | Altre coppe | Altre coppe | Totale | Totale |
| Stagione          | Squadra           | Comp              | Pres       | Reti       | Comp            | Pres            | Reti            | Comp               | Pres               | Reti               | Comp        | Pres        | Reti        | Pres   | Reti   |
| ----------------- | ----------------- | ----------------- | ---------- | ---------- | --------------- | --------------- | --------------- | ------------------ | ------------------ | ------------------ | ----------- | ----------- | ----------- | ------ | ------ |
| 2012-2013         | Birkirkara        | PL                | 18+8       | 1+1        | CM              | 1               | 0               | UEL                | 0                  | 0                  | -           | -           | -           | 27     | 2      |
| 2013-2014         | Birkirkara        | PL                | 18+10      | 0+1        | CM              | 5               | 0               | UCL                | 2                  | 0                  | SM          | 1           | 1           | 33     | 2      |
| 2014-2015         | Birkirkara        | PL                | 21+10      | 1+1        | CM              | 5               | 0               | UEL                | 1                  | 0                  | SM          | 1           | 0           | 38     | 2      |
| 2015-gen. 2016    | Birkirkara        | PL                | 15         | 3          | CM              | 1               | 0               | UEL                | 4                  | 0                  | SM          | 1           | 0           | 21     | 3      |
| Totale Birkirkara | Totale Birkirkara | Totale Birkirkara | 100        | 8          |                 | 12              | 0               |                    | 7                  | 0                  |             | 3           | 1           | 122    | 9      |
| gen.-giu. 2016    | Akragas           | LP                | 17         | 0          | CI-LP           | 1               | 0               | -                  | -                  | -                  | -           | -           | -           | 18     | 0      |
| 2016-2017         | Arezzo            | LP                | 21+1       | 0          | CI+CI-LP        | 0               | 0               | -                  | -                  | -                  | -           | -           | -           | 22     | 0      |
| 2017-2018         | Arezzo            | C                 | 29         | 0          | CI+CI-C         | 1+1             | 0               | -                  | -                  | -                  | -           | -           | -           | 31     | 0      |
| Totale Arezzo     | Totale Arezzo     | Totale Arezzo     | 50+1       | 0          |                 | 2               | 0               |                    | -                  | -                  |             | -           | -           | 53     | 0      |
| 2018-gen. 2019    | Pistoiese         | C                 | 15         | 0          | CI+CI-C         | 1+0             | 0               | -                  | -                  | -                  | -           | -           | -           | 16     | 0      |
| gen.-giu. 2019    | Olhanense         | SD                | 12         | 0          | CP              | -               | -               | -                  | -                  | -                  | -           | -           | -           | 12     | 0      |
| ago. 2019         | Pistoiese         | C                 | 1          | 0          | CI-C            | 1               | 0               | -                  | -                  | -                  | -           | -           | -           | 2      | 0      |
| Totale Pistoiese  | Totale Pistoiese  | Totale Pistoiese  | 16         | 0          |                 | 2               | 0               |                    | -                  | -                  |             | -           | -           | 18     | 0      |
| ago. 2019-2020    | Olhanense         | SD                | 18         | 0          | CP              | 0               | 0               | -                  | -                  | -                  | -           | -           | -           | 18     | 0      |
| Totale Olhanense  | Totale Olhanense  | Totale Olhanense  | 30         | 0          |                 | 0               | 0               |                    | -                  | -                  |             | -           | -           | 30     | 0      |
| 2020-2021         | Casa Pia          | SL                | 28         | 3          | CP              | 0               | 0               | -                  | -                  | -                  | -           | -           | -           | 28     | 3      |
| 2021-2022         | Casa Pia          | SL                | 28         | 4          | CP+CdL          | 3+2             | 0               | -                  | -                  | -                  | -           | -           | -           | 33     | 4      |
| Totale Casa Pia   | Totale Casa Pia   | Totale Casa Pia   | 56         | 7          |                 | 5               | 0               |                    | -                  | -                  |             | -           | -           | 61     | 7      |
| 2022-2023         | Farense           | SL                | 20         | 3          | CP+CdL          | 3+3             | 0+1             | -                  | -                  | -                  | -           | -           | -           | 26     | 4      |
| 2023-2024         | Farense           | PL                | 11         | 1          | CP+CdL          | 0+3             | 0               | -                  | -                  | -                  | -           | -           | -           | 14     | 1      |
| Totale Farense    | Totale Farense    | Totale Farense    | 31         | 4          |                 | 9               | 1               |                    | -                  | -                  |             | -           | -           | 40     | 5      |
| Totale carriera   | Totale carriera   | Totale carriera   | 301        | 19         |                 | 31              | 1               |                    | 7                  | 0                  |             | 3           | 1           | 342    | 21     |

### Cronologia presenze e reti in nazionale
| Cronologia completa delle presenze e delle reti in nazionale ― Malta | Cronologia completa delle presenze e delle reti in nazionale ― Malta | Cronologia completa delle presenze e delle reti in nazionale ― Malta | Cronologia completa delle presenze e delle reti in nazionale ― Malta | Cronologia completa delle presenze e delle reti in nazionale ― Malta | Cronologia completa delle presenze e delle reti in nazionale ― Malta | Cronologia completa delle presenze e delle reti in nazionale ― Malta | Cronologia completa delle presenze e delle reti in nazionale ― Malta |
| Data                                                                 | Città                                                                | In casa                                                              | Risultato                                                            | Ospiti                                                               | Competizione                                                         | Reti                                                                 | Note                                                                 |
| -------------------------------------------------------------------- | -------------------------------------------------------------------- | -------------------------------------------------------------------- | -------------------------------------------------------------------- | -------------------------------------------------------------------- | -------------------------------------------------------------------- | -------------------------------------------------------------------- | -------------------------------------------------------------------- |
| 4-9-2014                                                             | Žilina                                                               | Slovacchia                                                           | 1 – 0                                                                | Malta                                                                | Amichevole                                                           | -                                                                    | 46’                                                                  |
| 9-9-2014                                                             | Zagabria                                                             | Croazia                                                              | 2 – 0                                                                | Malta                                                                | Qual. Euro 2016                                                      | -                                                                    |                                                                      |
| 10-10-2014                                                           | Ta' Qali                                                             | Malta                                                                | 0 – 3                                                                | Norvegia                                                             | Qual. Euro 2016                                                      | -                                                                    |                                                                      |
| 13-10-2014                                                           | Ta' Qali                                                             | Malta                                                                | 0 – 1                                                                | Italia                                                               | Qual. Euro 2016                                                      | -                                                                    |                                                                      |
| 16-11-2014                                                           | Sofia                                                                | Bulgaria                                                             | 1 – 1                                                                | Malta                                                                | Qual. Euro 2016                                                      | -                                                                    |                                                                      |
| 25-3-2015                                                            | Tbilisi                                                              | Georgia                                                              | 2 – 0                                                                | Malta                                                                | Amichevole                                                           | -                                                                    | 46’                                                                  |
| 28-3-2015                                                            | Baku                                                                 | Azerbaigian                                                          | 2 – 0                                                                | Malta                                                                | Qual. Euro 2016                                                      | -                                                                    | 36’                                                                  |
| 8-6-2015                                                             | Ta' Qali                                                             | Malta                                                                | 2 – 0                                                                | Lituania                                                             | Amichevole                                                           | -                                                                    |                                                                      |
| 12-6-2015                                                            | Ta' Qali                                                             | Malta                                                                | 0 – 1                                                                | Bulgaria                                                             | Qual. Euro 2016                                                      | -                                                                    |                                                                      |
| 3-9-2015                                                             | Firenze                                                              | Italia                                                               | 1 – 0                                                                | Malta                                                                | Qual. Euro 2016                                                      | -                                                                    |                                                                      |
| 10-10-2015                                                           | Oslo                                                                 | Norvegia                                                             | 2 – 0                                                                | Malta                                                                | Qual. Euro 2016                                                      | -                                                                    |                                                                      |
| 13-10-2015                                                           | Ta' Qali                                                             | Malta                                                                | 0 – 1                                                                | Croazia                                                              | Qual. Euro 2016                                                      | -                                                                    | 75’                                                                  |
| 24-3-2016                                                            | Ta' Qali                                                             | Malta                                                                | 0 – 0                                                                | Moldavia                                                             | Amichevole                                                           | -                                                                    | 56’                                                                  |
| 27-5-2016                                                            | Kufstein                                                             | Rep. Ceca                                                            | 6 – 0                                                                | Malta                                                                | Amichevole                                                           | -                                                                    |                                                                      |
| 31-5-2016                                                            | Klagenfurt am Wörthersee                                             | Austria                                                              | 2 – 1                                                                | Malta                                                                | Amichevole                                                           | -                                                                    |                                                                      |
| 31-8-2016                                                            | Pärnu                                                                | Estonia                                                              | 1 – 1                                                                | Malta                                                                | Amichevole                                                           | -                                                                    | 61’                                                                  |
| 8-10-2016                                                            | Londra                                                               | Inghilterra                                                          | 2 – 0                                                                | Malta                                                                | Qual. Mondiali 2018                                                  | -                                                                    |                                                                      |
| 11-10-2016                                                           | Vilnius                                                              | Lituania                                                             | 2 – 0                                                                | Malta                                                                | Qual. Mondiali 2018                                                  | -                                                                    |                                                                      |
| 11-11-2016                                                           | Ta' Qali                                                             | Malta                                                                | 0 – 1                                                                | Slovenia                                                             | Qual. Mondiali 2018                                                  | -                                                                    |                                                                      |
| 26-3-2017                                                            | Ta' Qali                                                             | Malta                                                                | 1 – 3                                                                | Slovacchia                                                           | Qual. Mondiali 2018                                                  | -                                                                    |                                                                      |
| 6-6-2017                                                             | Graz                                                                 | Ucraina                                                              | 0 – 1                                                                | Malta                                                                | Amichevole                                                           | 1                                                                    | 46’                                                                  |
| 10-6-2017                                                            | Lubiana                                                              | Slovenia                                                             | 2 – 0                                                                | Malta                                                                | Qual. Mondiali 2018                                                  | -                                                                    |                                                                      |
| 1-9-2017                                                             | Ta' Qali                                                             | Malta                                                                | 0 – 4                                                                | Inghilterra                                                          | Qual. Mondiali 2018                                                  | -                                                                    |                                                                      |
| 4-9-2017                                                             | Glasgow                                                              | Scozia                                                               | 1 – 0                                                                | Malta                                                                | Qual. Mondiali 2018                                                  | -                                                                    |                                                                      |
| 5-10-2017                                                            | Ta' Qali                                                             | Malta                                                                | 1 – 1                                                                | Lituania                                                             | Qual. Mondiali 2018                                                  | -                                                                    | 74’                                                                  |
| 12-11-2017                                                           | Ta' Qali                                                             | Malta                                                                | 0 – 3                                                                | Estonia                                                              | Amichevole                                                           | -                                                                    |                                                                      |
| 22-3-2018                                                            | Ta' Qali                                                             | Malta                                                                | 0 – 1                                                                | Lussemburgo                                                          | Amichevole                                                           | -                                                                    | 90+2’                                                                |
| 7-9-2018                                                             | Tórshavn                                                             | Fær Øer                                                              | 3 – 1                                                                | Malta                                                                | UEFA Nations League 2018-2019 - 1º turno                             | -                                                                    | 59’ 73’                                                              |
| 17-11-2018                                                           | Ta' Qali                                                             | Malta                                                                | 0 – 5                                                                | Kosovo                                                               | UEFA Nations League 2018-2019 - 1º turno                             | -                                                                    |                                                                      |
| 20-11-2018                                                           | Ta' Qali                                                             | Malta                                                                | 1 – 1                                                                | Fær Øer                                                              | UEFA Nations League 2018-2019 - 1º turno                             | -                                                                    | 66’                                                                  |
| 23-3-2019                                                            | Ta' Qali                                                             | Malta                                                                | 2 – 1                                                                | Fær Øer                                                              | Qual. Euro 2020                                                      | -                                                                    | 63’                                                                  |
| 26-3-2019                                                            | Ta' Qali                                                             | Malta                                                                | 0 – 2                                                                | Spagna                                                               | Qual. Euro 2020                                                      | -                                                                    |                                                                      |
| 7-6-2019                                                             | Solna                                                                | Svezia                                                               | 3 – 0                                                                | Malta                                                                | Qual. Euro 2020                                                      | -                                                                    |                                                                      |
| 10-6-2019                                                            | Ta' Qali                                                             | Malta                                                                | 0 – 4                                                                | Romania                                                              | Qual. Euro 2020                                                      | -                                                                    |                                                                      |
| 5-9-2019                                                             | Oslo                                                                 | Norvegia                                                             | 2 – 0                                                                | Malta                                                                | Qual. Euro 2020                                                      | -                                                                    |                                                                      |
| 8-9-2019                                                             | Ploiești                                                             | Romania                                                              | 1 – 0                                                                | Malta                                                                | Qual. Euro 2020                                                      | -                                                                    |                                                                      |
| 12-10-2019                                                           | Ta' Qali                                                             | Malta                                                                | 0 – 4                                                                | Svezia                                                               | Qual. Euro 2020                                                      | -                                                                    | 47’ 66’                                                              |
| 15-10-2019                                                           | Tórshavn                                                             | Fær Øer                                                              | 1 – 0                                                                | Malta                                                                | Qual. Euro 2020                                                      | -                                                                    |                                                                      |
| 15-11-2019                                                           | Cadice                                                               | Spagna                                                               | 7 – 0                                                                | Malta                                                                | Qual. Euro 2020                                                      | -                                                                    |                                                                      |
| 18-11-2019                                                           | Ta' Qali                                                             | Malta                                                                | 1 – 2                                                                | Norvegia                                                             | Qual. Euro 2020                                                      | -                                                                    | 66’                                                                  |
| 3-9-2020                                                             | Tórshavn                                                             | Fær Øer                                                              | 3 – 2                                                                | Malta                                                                | UEFA Nations League 2020-2021 - 1º turno                             | -                                                                    |                                                                      |
| 6-9-2020                                                             | Ta' Qali                                                             | Malta                                                                | 1 – 1                                                                | Lettonia                                                             | UEFA Nations League 2020-2021 - 1º turno                             | -                                                                    |                                                                      |
| 10-10-2020                                                           | Andorra la Vella                                                     | Andorra                                                              | 0 – 0                                                                | Malta                                                                | UEFA Nations League 2020-2021 - 1º turno                             | -                                                                    |                                                                      |
| 30-3-2021                                                            | Fiume                                                                | Croazia                                                              | 3 – 0                                                                | Malta                                                                | Qual. Mondiali 2022                                                  | -                                                                    | 67’                                                                  |
| 1-9-2021                                                             | Ta' Qali                                                             | Malta                                                                | 3 – 0                                                                | Cipro                                                                | Qual. Mondiali 2022                                                  | -                                                                    | 59’                                                                  |
| 4-9-2021                                                             | Lubiana                                                              | Slovenia                                                             | 1 – 0                                                                | Malta                                                                | Qual. Mondiali 2022                                                  | -                                                                    | 86’                                                                  |
| 7-9-2021                                                             | Mosca                                                                | Russia                                                               | 2 – 0                                                                | Malta                                                                | Qual. Mondiali 2022                                                  | -                                                                    |                                                                      |
| 8-10-2021                                                            | Ta' Qali                                                             | Malta                                                                | 0 – 4                                                                | Slovenia                                                             | Qual. Mondiali 2022                                                  | -                                                                    | cap.                                                                 |
| 12-10-2021                                                           | Larnaca                                                              | Cipro                                                                | 2 – 2                                                                | Malta                                                                | Qual. Mondiali 2022                                                  | 1                                                                    |                                                                      |
| 14-11-2021                                                           | Ta' Qali                                                             | Malta                                                                | 0 – 6                                                                | Slovacchia                                                           | Qual. Mondiali 2022                                                  | -                                                                    |                                                                      |
| 25-3-2022                                                            | Ta' Qali                                                             | Malta                                                                | 1 – 0                                                                | Azerbaigian                                                          | Amichevole                                                           | -                                                                    | 42’                                                                  |
| 29-3-2022                                                            | Ta' Qali                                                             | Malta                                                                | 2 – 0                                                                | Kuwait                                                               | Amichevole                                                           | -                                                                    | 58’                                                                  |
| 1-6-2022                                                             | Ta' Qali                                                             | Malta                                                                | 0 – 1                                                                | Venezuela                                                            | Amichevole                                                           | -                                                                    |                                                                      |
| 5-6-2022                                                             | Serravalle                                                           | San Marino                                                           | 0 – 2                                                                | Malta                                                                | UEFA Nations League 2022-2023 - 1º turno                             | -                                                                    | 69’                                                                  |
| 9-6-2022                                                             | Ta' Qali                                                             | Malta                                                                | 1 – 2                                                                | Estonia                                                              | UEFA Nations League 2022-2023 - 1º turno                             | -                                                                    | 85’                                                                  |
| 12-6-2022                                                            | Ta' Qali                                                             | Malta                                                                | 1 – 0                                                                | San Marino                                                           | UEFA Nations League 2022-2023 - 1º turno                             | 1                                                                    |                                                                      |
| 26-3-2023                                                            | Ta' Qali                                                             | Malta                                                                | 0 – 2                                                                | Italia                                                               | Qual. Euro 2024                                                      | -                                                                    | 64’                                                                  |
| 9-6-2023                                                             | Lussemburgo                                                          | Lussemburgo                                                          | 0 – 1                                                                | Malta                                                                | Amichevole                                                           | -                                                                    | 72’                                                                  |
| 16-6-2023                                                            | Ta' Qali                                                             | Malta                                                                | 0 – 4                                                                | Inghilterra                                                          | Qual. Euro 2024                                                      | -                                                                    |                                                                      |
| 19-6-2023                                                            | Trnava                                                               | Ucraina                                                              | 1 – 0                                                                | Malta                                                                | Qual. Euro 2024                                                      | -                                                                    |                                                                      |
| 12-9-2023                                                            | Ta' Qali                                                             | Malta                                                                | 0 – 2                                                                | Macedonia del Nord                                                   | Qual. Euro 2024                                                      | -                                                                    |                                                                      |
| 14-10-2023                                                           | Bari                                                                 | Italia                                                               | 4 – 0                                                                | Malta                                                                | Qual. Euro 2024                                                      | -                                                                    |                                                                      |
| 17-11-2023                                                           | Londra                                                               | Inghilterra                                                          | 2 – 0                                                                | Malta                                                                | Qual. Euro 2024                                                      | -                                                                    | 79’                                                                  |
| 21-3-2024                                                            | Ta' Qali                                                             | Malta                                                                | 2 – 2                                                                | Slovenia                                                             | Amichevole                                                           | -                                                                    | 84’                                                                  |
| 26-3-2024                                                            | Ta' Qali                                                             | Malta                                                                | 0 – 0                                                                | Bielorussia                                                          | Amichevole                                                           | -                                                                    |                                                                      |
| 7-6-2024                                                             | Grödig                                                               | Rep. Ceca                                                            | 7 – 1                                                                | Malta                                                                | Amichevole                                                           | -                                                                    | 49’                                                                  |
| 11-6-2024                                                            | Grödig                                                               | Malta                                                                | 0 – 2                                                                | Grecia                                                               | Amichevole                                                           | -                                                                    |                                                                      |
| 7-9-2024                                                             | Chișinău                                                             | Moldavia                                                             | 2 – 0                                                                | Malta                                                                | UEFA Nations League 2024-2025 - 1º turno                             | -                                                                    | 53’                                                                  |
| 10-9-2024                                                            | Andorra la Vella                                                     | Andorra                                                              | 0 – 1                                                                | Malta                                                                | UEFA Nations League 2024-2025 - 1º turno                             | -                                                                    |                                                                      |
| 13-10-2024                                                           | Ta' Qali                                                             | Malta                                                                | 1 – 0                                                                | Moldavia                                                             | UEFA Nations League 2024-2025 - 1º turno                             | -                                                                    | 90+2’                                                                |
| 21-3-2025                                                            | Ta' Qali                                                             | Malta                                                                | 0 – 1                                                                | Finlandia                                                            | Qual. Mondiali 2026                                                  | -                                                                    | 89’                                                                  |
| 24-3-2025                                                            | Varsavia                                                             | Polonia                                                              | 2 – 0                                                                | Malta                                                                | Qual. Mondiali 2026                                                  | -                                                                    | 18’ 58’                                                              |
| 7-6-2025                                                             | Ta' Qali                                                             | Malta                                                                | 0 – 0                                                                | Lituania                                                             | Qual. Mondiali 2026                                                  | -                                                                    | 86’                                                                  |
| Totale                                                               |                                                                      | Presenze                                                             | 73                                                                   |                                                                      | Reti                                                                 | 3                                                                    |                                                                      |

## Palmarès

### Club

#### Competizioni nazionali
- Campionato maltese: 1

Birkirkara: 2012-2013
- Supercoppa di Malta: 2

Birkirkara: 2013, 2014
- Coppa di Malta: 1

Birkirkara: 2014-2015